# Парклэнд
«Парклэ́нд» (англ. Parkland) — американский биографический кинотриллер, который рассказывает о хаотических событиях, произошедших после убийства президента США Джона Ф. Кеннеди. Сценарий к фильму написал Питер Ландесман, который также выступил в качестве режиссёра. Фильм основан на книге Винсента Буглиози «Восстановленная история: Убийство президента Джона Кеннеди».
Премьера фильма состоялась на 70-м Венецианском кинофестивале, где он был неоднозначно принят кинопрессой.

## Сюжет
Больница Парклэнд связывает воедино судьбы обычных людей, внезапно вовлеченных в страшные события 1963 года: молодых врачей и медсестёр, агентов секретной службы, случайного оператора, невольно заснявшего убийство Президента. Фильм основан на реальных событиях.

## В ролях
| Актёр                | Роль                                       |
| -------------------- | ------------------------------------------ |
| Джеймс Бэдж Дейл     | Роберт Эдвард Ли Освальд младший           |
| Зак Эфрон            | доктор Чарльз Джеймс Каррико               |
| Пол Джаматти         | Абрахам Запрудер                           |
| Билли Боб Торнтон    | агент Секретной службы Форрест Сорелс      |
| Рон Ливингстон       | агент ФБР Джеймс Патрик Хости              |
| Колин Хэнкс          | доктор Малкольм Оливер Перри               |
| Дэвид Харбор         | агент ФБР Джеймс Гордон Шанклин            |
| Марша Гей Харден     | медсестра Дорис Нельсон                    |
| Джереми Стронг       | Ли Харви Освальд                           |
| Сара Джой Бингтон    | Марина Освальд                             |
| Джеки Уивер          | Маргарет Освальд                           |
| Том Уэллинг          | агент Секретной службы Рой Келлерман       |
| Битси Таллок         | помощница Авраама Запрудера Мэрлин Ситсмэн |
| Брэтт Стимели        | президент США Джон Ф. Кеннеди              |
| Шон МакГрей          | вице-президент США Линдон Джонсон          |
| Кэт Стеффенс         | первая леди Жаклин Кеннеди                 |
| Джонатан Брек        | Уинстон Лоусон                             |
| Джеки Эрл Хейли      | священник Оскар Хубер                      |
| Дана Уиллер-Николсон | Лилиан Запрудер                            |

## Производство
Производство началось в январе 2013 года в Остине, штат Техас. Основные съемки начались 12 января 2013 года и были завершены за 24 дня. Премьера фильма состоялась на 70-м Венецианском кинофестивале, который проходил с 28 августа по 7 сентября 2013 года.

## Отзывы и рейтинг
Фильм получил в основном негативные отзывы от зрителей. Рейтинг фильма на сайте «Rotten Tomatoes» составляет 49 %, а среди наиболее авторитетных критиков — 38 %. «Metacritic» присваивает фильму средневзвешенный рейтинг 51 из 100, базирующийся на отзывах 35 профессиональных критиков.

## Награды и номинации
Список приведён в соответствии с данными IMDb.
| Награды и номинации        | Награды и номинации                         | Награды и номинации | Награды и номинации |
| Награда                    | Категория                                   | Номинант            | Результат           |
| -------------------------- | ------------------------------------------- | ------------------- | ------------------- |
| Венецианский кинофестиваль | Премия «Золотой лев»                        | Питер Ландесман     | Номинация           |
| Лондонский кинофестиваль   | «Лучший фильм»                              | Питер Ландесман     | Номинация           |
| Цюрихский кинофестиваль    | «Лучший международный художественный фильм» | Питер Ландесман     | Номинация           |